# Nazionale maschile di pallanuoto del Montenegro
La nazionale di pallanuoto maschile montenegrina è la rappresentativa pallanuotistica del Montenegro nelle competizioni internazionali, ed è controllata dalla Vaterpolo i plivački savez Crne Gore.
La nazionale esiste dal 2006, anno in cui Montenegro ha sciolto la federazione con la Serbia, ed ha disputato la sua prima partita ufficiale nel dicembre dello stesso anno in un match vinto contro l'Italia a Trieste con il risultato di 11-10. Nel marzo 2007 ha ottenuto la vittoria più larga della sua storia battendo la Svizzera per 30-3.
La squadra ha vinto la sua prima manifestazione internazionale ufficiale, l'Europeo B del 2007, e l'anno successivo ha conquistato il campionato maggiore. Al suo debutto olimpico (Pechino 2008) ha raggiunto il 4º posto e nel 2009 ha ospitato il suo primo evento internazionale, vincendo le finali di World League.
Nel 2012 alle olimpiadi di Londra conferma il 4º posto conquistato nell'edizione precedente e si aggiudica la medaglia d'argento agli Europei di Eindhoven. L'anno successivo conquista l'argento ai Mondiali di Barcellona (la prima medaglia in un mondiale) e il bronzo nella World League di Čeljabinsk (dopo l'oro del 2009 e l'argento del 2010).

## Risultati

### Massime competizioni
Olimpiadi
- 2008 4º
- 2012 4º
- 2016 4º
- 2020 8º
- 2024 9º

Mondiali
- 2009 9º
- 2011 7°
- 2013  Argento
- 2015 5º
- 2019 10º
- 2022 8º
- 2023 8º
- 2024 8º
- 2025 6º

Europei
- 2008  Oro
- 2010 5º
- 2012  Argento
- 2014 4º
- 2016  Argento
- 2018 6º
- 2020  Bronzo
- 2022 7º
- 2024 6º

### Altre
Coppa del Mondo
- 2025 5º

World League
- 2008 4º
- 2009  Oro
- 2010  Argento
- 2011 5º
- 2013  Bronzo
- 2014  Bronzo
- 2018  Oro
- 2021  Oro
- 2022 6º

Giochi del Mediterraneo
- 2009 5º
- 2018
- 2022

### Competizioni giovanili
- Universiadi: 1

2007
- Campionato europeo U17: 2

2013, 2017

## Formazioni

### Olimpiadi
Giochi olimpici - Pechino 2008Radić · Brguljan · Pasković · Vukčević · Janović N · Tičić · Janović M · Uskoković · Ivović · Zloković · Gojković · Jokić · Šćepanović, CT: Petar Porobić

### Altre
- Europei - Malaga 2008 -  Oro:

Draško Brguljan, Damjan Danilović, Vladimir Gojković, Aleksandar Ivović, Mlađan Janović, Nikola Janović, Predrag Jokić, Vjekoslav Pasković, Zdravko Radić, Miloš Šćepanović, Milan Tičić, Filip Trajković, Veljko Uskoković, Nikola Vukčević, Boris Zloković. C.T.: Petar Porobić.
- World League - Podgorica 2009 -  Oro:

Zdravko Radić, Antonio Petrović, Aleksandar Radović, Filip Trajković, Damjan Danilović, Milan Tičić, Mlađan Janović, Nikola Janović, Aleksandar Ivović, Boris Zloković, Vladimir Gojković, Predrag Jokić, Miloš Šćepanović.
- Mondiali - Roma 2009 - 9º posto:

Zdravko Radić, Draško Brguljan, Vjekoslav Pasković, Nikola Vukčević, Aleksandar Radović, Milan Tičić, Mlađan Janović, Nikola Janović, Aleksandar Ivović, Boris Zloković, Vladimir Gojković, Predrag Jokić, Miloš Šćepanović.
- Europei - Zagabria 2010 - 5º posto:

Zdravko Radić, Antonio Petrović, Vjekoslav Pasković, Damjan Danilović, Nikola Vukčević, Milan Tičić, Mlađan Janović, Nikola Janović, Aleksandar Ivović, Boris Zloković, Vladimir Gojković, Predrag Jokić, Denis Šefik.
- Europei - Eindhoven 2012 -  Argento:

Zdravko Radić, Draško Brguljan, Vjekoslav Pasković, Antonio Petrović, Filip Klikovac, Aleksandar Radović, Mlađan Janović, Nikola Janović, Aleksandar Ivović, Boris Zloković, Vladimir Gojković, Predrag Jokić, Miloš Šćepanović. C.T.: Ranko Perović
- Europei - Belgrado 2016 -  Argento:

Dejan Lazović, Draško Brguljan, Vjekoslav Pasković, Antonio Petrović, Darko Brguljan, Aleksandar Radović, Mlađan Janović, Nikola Janović, Aleksandar Ivović, Sasa Misić, Nikola Vukcević, Predrag Jokić, Miloš Šćepanović. C.T.: Vladimir Gojković
- Europei - Budapest 2020 -  Bronzo:

Dejan Lazović, Draško Brguljan, Duro Radović, Marko Petković, Uros Cucković, Dimitrije Obradović, Stefan Vidović, Bogdan Durdić, Aleksandar Ivović, Vladan Spaić, Dragan Drasković, Stefan Pjesivać, Petar Tesanović. C.T.: Vladimir Gojković

## Incontri
| No. | Anno | Competizione                      | Città              | Avversario    | Risultato | Spettatori |
| --- | ---- | --------------------------------- | ------------------ | ------------- | --------- | ---------- |
| 1   | 2006 | Amichevole                        | Trieste            | Italia        | 11:10     | 300        |
| 2   | 2006 | Amichevole                        | Barcellona         | Spagna        | 13:10     | 500        |
| 3   | 2006 | Amichevole                        | Zagabria           | Croazia       | 7:10      | 1,000      |
| 4   | 2006 | Amichevole                        | Budua              | Croazia       | 9:8       | 1,500      |
| 4   | 2007 | Amichevole                        | Sydney             | Australia     | 15:8      | 100        |
| 5   | 2007 | Amichevole                        | Sydney             | Australia     | 16:8      | 200        |
| 6   | 2007 | Torneo                            | Budua              | Russia        | 15:6      | 1,200      |
| 7   | 2007 | Torneo                            | Budua              | Italia        | 14:13     | 1,500      |
| 8   | 2007 | Torneo                            | Budua              | Croazia       | 8:8       | 1,500      |
| 9   | 2007 | Amichevole                        | Kranj              | Slovenia      | 16:4      | 500        |
| 10  | 2007 | Qual. Europei "B"                 | Cattaro            | Eire          | 25:2      | 600        |
| 11  | 2007 | Qual. Europei "B"                 | Cattaro            | Austria       | 26:1      | 500        |
| 12  | 2007 | Qual. Europei "B"                 | Cattaro            | Svizzera      | 30:3      | 300        |
| 13  | 2007 | World League                      | Novi Sad           | Italia        | 11:13     | 500        |
| 14  | 2007 | World League                      | Novi Sad           | Grecia        | 14:5      | 400        |
| 15  | 2007 | World League                      | Novi Sad           | Serbia        | 11:12     | 1,000      |
| 16  | 2007 | World League                      | Novi Sad           | Germania      | 11:5      | 300        |
| 17  | 2007 | Europei "B"                       | Manchester         | Turchia       | 16:5      | 100        |
| 18  | 2007 | Europei "B"                       | Manchester         | Malta         | 21:2      | 150        |
| 19  | 2007 | Europei "B"                       | Manchester         | Belgio        | 28:6      | 100        |
| 20  | 2007 | Europei "B"                       | Manchester         | Macedonia     | 19:7      | 200        |
| 21  | 2007 | Europei "B"                       | Manchester         | Bielorussia   | 14:5      | 100        |
| 22  | 2007 | Europei "B"                       | Manchester         | Bielorussia   | 26:1      | 300        |
| 23  | 2007 | Europei "B" (finale)              | Manchester         | Francia       | 19:9      | 300        |
| 24  | 2007 | World League                      | Pescara            | Italia        | 12:11     | 1,000      |
| 25  | 2007 | World League                      | Pescara            | Grecia        | 11:3      | 300        |
| 26  | 2007 | World League                      | Pescara            | Serbia        | 12:10     | 600        |
| 27  | 2007 | World League                      | Pescara            | Germania      | 11:7      | 200        |
| 28  | 2007 | Qual. Olimpiadi 2008              | Bratislava         | Italia        | 12:8      | 300        |
| 29  | 2007 | Qual. Olimpiadi 2008              | Bratislava         | Slovenia      | 19:4      | 100        |
| 30  | 2007 | Qual. Olimpiadi 2008              | Bratislava         | Grecia        | 9:5       | 200        |
| 31  | 2007 | Qual. Olimpiadi 2008              | Bratislava         | Paesi Bassi   | 15:5      | 100        |
| 32  | 2007 | Qual. Olimpiadi 2008              | Bratislava         | Russia        | 12:5      | 400        |
| 33  | 2007 | Qual. Olimpiadi 2008 (finale)     | Bratislava         | Romania       | 9:8       | 600        |
| 34  | 2007 | Amichevole                        | Budua              | Germania      | 15:8      | 1,000      |
| 35  | 2008 | Qual. Europei 2008                | Ragusa di Dalmazia | Slovenia      | 18:3      | 300        |
| 36  | 2008 | Qual. Europei 2008                | Ragusa di Dalmazia | Gran Bretagna | 18:3      | 200        |
| 37  | 2008 | Qual. Europei 2008                | Ragusa di Dalmazia | Croazia       | 6:7       | 3,000      |
| 38  | 2008 | Europei 2008 - Fase a gironi      | Malaga             | Spagna        | 8:7       |            |
| 39  | 2008 | Europei 2008 - Fase a gironi      | Malaga             | Grecia        | 11:10     |            |
| 40  | 2008 | Europei 2008 - Fase a gironi      | Malaga             | Croazia       | 6:7       |            |
| 41  | 2008 | Europei 2008 - Fase a gironi      | Malaga             | Ungheria      | 10:9      |            |
| 42  | 2008 | Europei 2008 - Fase a gironi      | Malaga             | Slovacchia    | 13:4      |            |
| 43  | 2008 | Europei 2008 - Semifinale         | Malaga             | Croazia       | 9:7       |            |
| 44  | 2008 | Europei 2008 - Finale             | Malaga             | Serbia        | 6:5       |            |
| 45  | 2008 | Olimpiadi 2008                    | Pechino            | Ungheria      | 10:10     |            |
| 46  | 2008 | Olimpiadi 2008                    | Pechino            | Canada        | 12:0      |            |
| 47  | 2008 | Olimpiadi 2008                    | Pechino            | Grecia        | 10:6      |            |
| 48  | 2008 | Olimpiadi 2008                    | Pechino            | Spagna        | 6:12      |            |
| 49  | 2008 | Olimpiadi 2008                    | Pechino            | Australia     | 5:5       |            |
| 50  | 2008 | Olimpiadi 2008 - Quarti di finale | Pechino            | Croazia       | 7:6       |            |
| 51  | 2008 | Olimpiadi 2008 - Semifinale       | Pechino            | Ungheria      | 9:11      |            |
| 52  | 2008 | Olimpiadi 2008 - Finale 3º posto  | Pechino            | Serbia        | 4:6       |            |

## Rosa attuale
Convocati per le Olimpiadi di Parigi 2024. Sono riportate le squadre di militanza di ciascun giocatore nel momento dell'inizio della manifestazione.
| N° | Nome              | Ruolo | Squadra         |
| -- | ----------------- | ----- | --------------- |
| 1  | Dejan Lazović     | P     | Trieste         |
| 2  | Marko Mršić       | A     |                 |
| 3  | Miroslav Perković | CB    | Novi Beograd    |
| 4  | Jovan Vujović     | CB    |                 |
| 5  | Aljoša Mačić      | CB    |                 |
| 6  | Vlado Popadić     | A     |                 |
| 7  | Stefan Vidović    | CV    |                 |
| 8  | Bogdan Đurđić     | A     |                 |
| 9  | Djuro Radović     | A     | Jadran H.N.     |
| 10 | Vladan Spaić      | CB    | CN Marsiglia    |
| 11 | Dušan Matković    | A     | CN Noisy-le-Sec |
| 12 | Vasilije Radović  | CB    |                 |
| 13 | Petar Tešanović   | P     | Brescia         |